# Fuchsia ×bacillaris
Fuchsia ×bacillaris is een plant uit de teunisbloemfamilie. Het is een natuurlijke kruising tussen Fuchsia microphylla subsp. microphylla en Fuchsia thymifolia subsp. thymifolia. De plant is zeer zeldzaam en komt enkel voor in de Sierra de Zempoaltepetl in Oaxaca (Mexico). De gekweekte variant komt tevens hier vandaan.

## Beschrijving
De plant is gynodioecisch. In de populatie komen dus zowel vrouwelijk bloeiende als tweeslachtig bloeiende exemplaren voor. Door de sierlijk overhangende takken groeien de planten breed uit. De bladeren zijn getand en staan dicht opeen. De tweeslachtige bloemen zijn 1,5 cm lang, hebben een cilindrische rozerode bloembuis en kelkblaadjes met een lilaroze kroon. Meeldraden en stamper zijn wit. De vrouwelijke bloempjes zijn kleiner en staan meer rechtop. De vruchten van de bloem zijn 1 cm in doorsnee en zwart gekleurd.

## Cultuur
Bergwouden met koele en vochtige omstandigheden zijn de natuurlijk habitat van deze plant. In België en Nederland komt de bloem pas in bloei vanaf juli, wanneer de nachten langer en vochtiger zijn. 
Overtollig water moet vlot kunnen weglopen. De plant gedijt het best in de (half-)schaduw en heeft een voorkeur voor een  rotsachtige ondergrond. Tevens komt de plant als solitair het best tot zijn recht.
De plant heeft de naam winterhard te zijn maar heeft toch bescherming rond de voet nodig. Planten die buiten blijven staan vriezen in en blijven kleiner dan exemplaren die in een koude kas overwinteren.

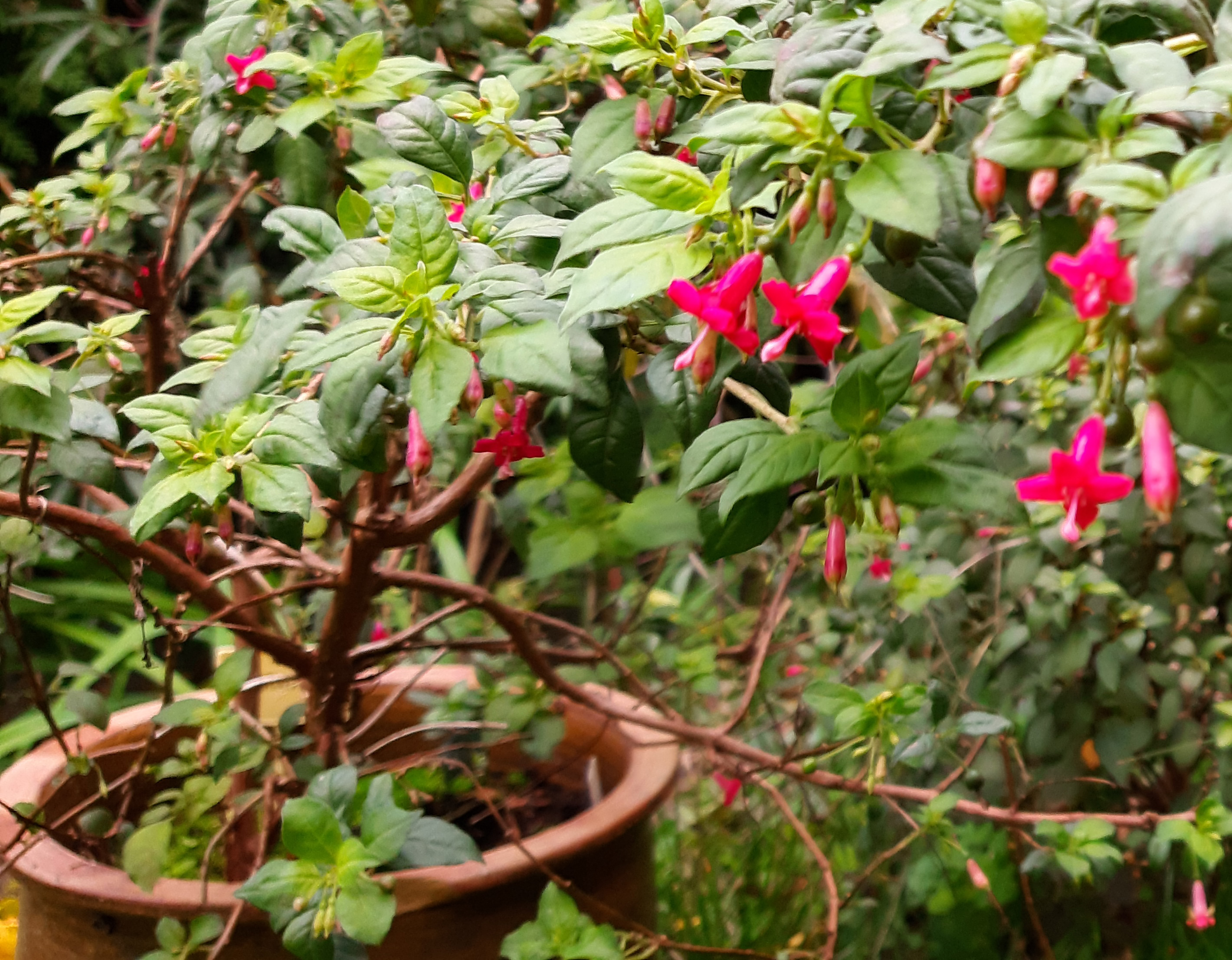
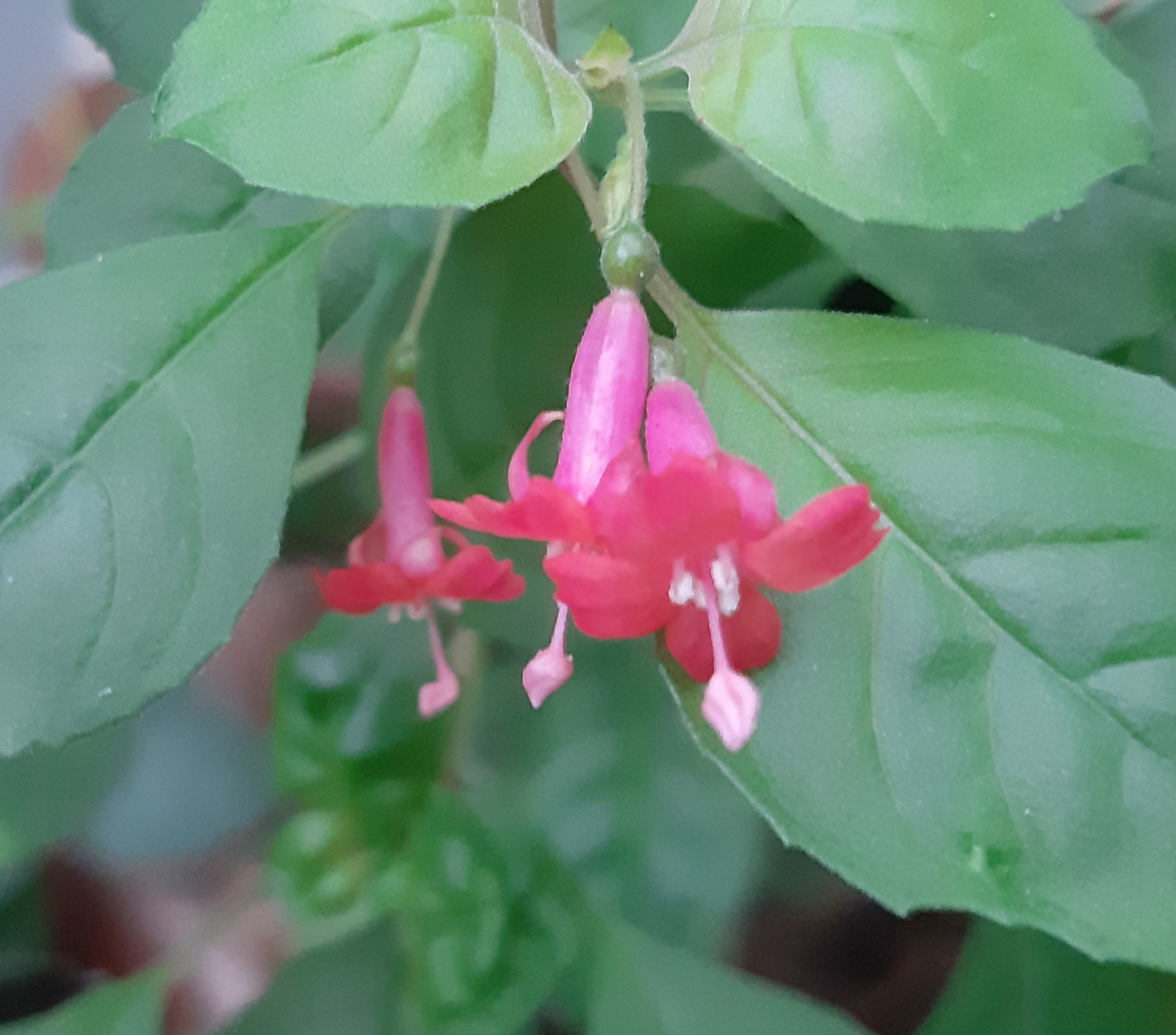
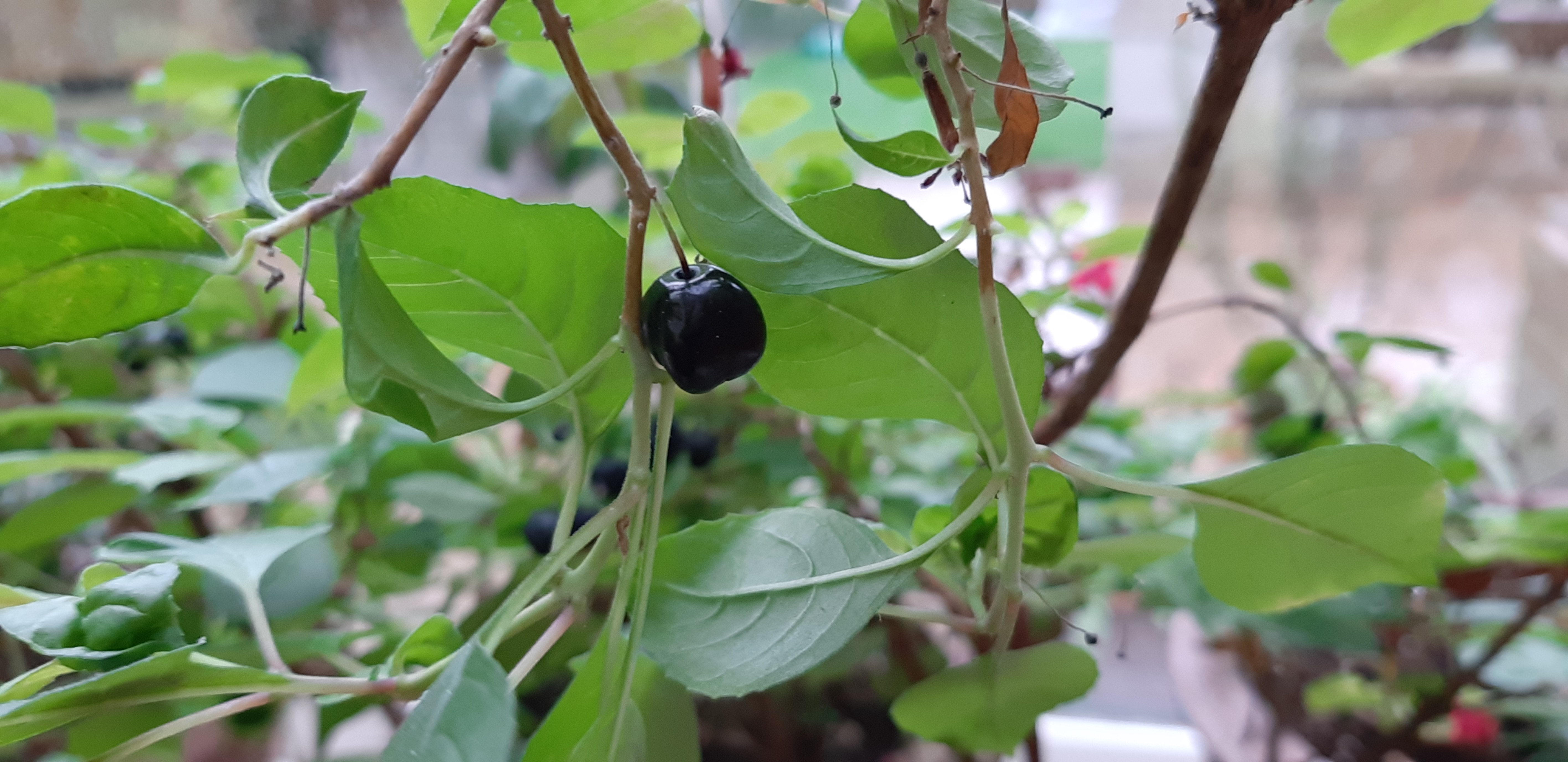

... · 
F. arborescens · 
F. ×bacillaris · 
F. boliviana · 
F. excorticata · 
F. jimenezii · 
F. lycioides · 
F. magellanica · 
F. nigricans · 
F. pachyrrhiza · 
F. procumbens · 
F. simplicicaulis · 
F. splendens · 
F. tilletiana · 
...